# تمام العواني
تمام العواني (1 مارس 1963 – 3 يناير 2025) كان كاتباً مسرحياً ومخرجاً وممثلاً سورياً، يعد من أبرز الشخصيات المسرحية في مدينة حمص. ساهم في إثراء الحركة المسرحية السورية لأكثر من أربعة عقود، وشارك في العديد من المهرجانات المحلية والدولية، كما قدم عدداً من الأعمال الأدبية في المسرح.

## حياته
وُلد تمام العواني في 1 مارس 1963 في حي باب تدمر بمدينة حمص، سوريا. نشأ في أسرة تتكون من ستة إخوة وأخوات، وفقد والده في سن مبكرة. بدأ اهتمامه بالمسرح في سن الخامسة عشرة، حيث شارك لأول مرة في مسرحية "ليلة القتل" من تأليف ميخائيل رومان وإخراج نجاح سفكوني. توفي تمام العواني في 3 يناير 2025.  وقد ترك بصمة واضحة في المسرح السوري، خصوصًا في مجال المونودراما، كما ساهم في استمرار مهرجان حمص المسرحي وتطوير الحركة المسرحية في المدينة.

## مسيرته
شارك العواني في الحركة المسرحية الحمصية بشكل مكثف، حيث كان حاضراً في جميع دورات مهرجان حمص المسرحي منذ انطلاقته وحتى نسخته الخامسة والعشرين عام 2024. تنوعت أدواره بين التمثيل والإخراج.

## أعماله

### أعماله في الثمانينات والتسعينات
- "العين بالعين" (1980) – تأليف: فيكتور رزوف، إخراج: ضيف الله مراد.
- "العودة من الموت" (1981) – تأليف: وليد فاضل، إخراج: محمد بري العواني.
- "آه يا بلد" (1982) – تأليف وإخراج: زكريا مينو.
- "ليالي الحصاد" (1982) – تأليف: محمود دياب، إخراج: حسن عكلا.
- "البئر المهجورة" (1983) – تأليف وإخراج: فرحان بلبل.
- "ما زال الرقص مستمراً" (1983) – تأليف: هيثم يحيى الخواجة، إخراج: فوزي السيد.
- "حلاق بغداد" (1984) – تأليف: ألفريد فرج، إخراج: حسن عكلا.
- "الزنزانة" (1995) – تأليف: هارولد كاميل، إخراج: بري العواني.
- "ليالي الزوال" (1997) – اقتباس وإخراج: حسن عكلا.
- "حكاية الملوك" (1998) – تأليف: ممدوح عدوان.

### أعمال المونودراما والفترة اللاحقة (2000–2024)
مع بداية الألفية الجديدة، ركّز العواني على فن المونودراما،وقدم العديد من الأعمال البارزة في هذا المجال، منها:
- "العقرب" (2006) – تأليف: تمام العواني، إخراج: محمد بري العواني.
- "الرقصة الأخيرة" (2007) – تأليف وإخراج: محمد بري العواني.
- "المطرود" (2008) – تأليف: تمام العواني، إخراج: محمد بري العواني.
- "التكريم" (2009) – تأليف وإخراج: تمام العواني.
- "مساء في بيت عارف" (2009) – تأليف وإخراج: تمام العواني.
- "الغربال" (2010) – تأليف وإخراج: تمام العواني.
- "المحارب" (2011) – تأليف وإخراج: تمام العواني.

### آخر أعماله المسرحية
كانت آخر أعماله المونودرامية "أبو دعاس الحمداني" عام 2019، حيث دمج فيها بين المونودراما ومسرح الغرفة الواحدة. تبعها مسرحية "خريف البنفسج" في العام 2023 وهي كذلك من تأليفه وإخراجه. كما قدم آخر أعماله المسرحية "حكاية أبو نزهة" قبل وفاته بشهرين في تشرين الثاني من العام 2024 على مسرح دار الثقافة في حمص.

### الإنتاج الأدبي
إلى جانب المسرح، نشر العواني عدة كتب تضم نصوصًا مسرحية وتأملات في تجربته الفنية، منها:
- "حكايات تعرفونها" – منشورات اتحاد الكتاب العرب، 2011.[8]
- "قناديل حالمة" – منشورات اتحاد الكتاب العرب، 2019.[9]
- "نصوص مالحة" – منشورات اتحاد الكتاب العرب، 2022.[10]
- "آخر الليل نهار" – منشورات وزارة الثقافة، 2023.[11]

## الجوائز
حصل العواني على عدة جوائز، منها جائزة أفضل ممثل في مهرجان حمص المسرحي عام 1996، وجائزة أفضل ممثل في مهرجان حماة المسرحي عام 1998  شارك العواني بأعماله في مهرجانات دولية مثل مهرجان الفجيرة الدولي للمونودراما ومهرجان المسرح العربي في القاهرة، حيث حصل على جائزة النقاد والجمهور